# Dick Kaysø
Dick Kaysø (født 13. februar 1947 på Nørrebro) er en dansk skuespiller. Han har medvirket i en lang række danske film og serier. Han er især kendt fra serien Krøniken og de 4 Krummerne-film.
Blandt børn er han, som stemme, nok mest kendt som Anders Ands danske stemme, men mest af alt, som "Krummefar" fra Krumme-filmene.
I 2018 tog han erhvervkort som buschauffør. 

## Filmografi
- Mafiaen, det er osse mig (1974) – Dino
- Piger i trøjen (1975) – Kollektivist
- Normannerne (1976) – Rolf Krake
- Gangsterens lærling (1976) – Martin Simonsen
- Strømer (1976) – John Bullnes
- Julefrokosten (1976) – Søren
- Affæren i Mølleby (1976) – Ivar
- Olsen-banden deruda' (1977) – Politiassistent Holm
- Skytten (1977) – John
- Olsen-banden overgiver sig aldrig (1979) – Bøffens assistent
- Pigen fra havet (1980) – Peter
- Olsenbanden gir seg aldri (1981) – Bøffens medhjælper
- Olsen-banden over alle bjerge (1981) – Kranfører
- Pengene eller livet (1982) – Claus Worm
- Den ubetænksomme elsker (1982) – Læge Jacob Holme
- Forræderne (1983) – Journalist Karl Busk
- Isfugle (1983) – Renés far
- Peter von Scholten (1987) – Skibskaptajn
- Medea (1988) – (stemme) Jason
- Ved vejen (1988) – Andersen
- En afgrund af frihed (1989) – Egon, Dans far
- Dagens Donna (1990) – Per Kjær
- Bananen - skræl den før din nabo (1990) – Kriminalassistent Mortensen
- Krummerne (1991) – Krummefar
- Krummerne 2 - Stakkels Krumme (1992) – Krummefar
- Det forsømte forår (1993) – Rold
- Kærlighed ved første desperate blik (1994) – Max Madsen, matematiklærer
- Vildbassen (1994) – Skejten
- Krummerne 3 - Fars gode idé (1994) – Krummefar
- Mørkeleg (1996) – Walther Lund
- Mimi og madammerne (1998) – Frans
- Send mere slik (2001) – (stemme) Rasmus
- Jolly Roger (2001) – (stemme) Fremtiden
- Bertram og Co. (2002) – Friis, politimand
- Arven (2003) – Jens Mønsted
- Møgunger (2003) – Ole Suhr
- Hannah Wolfe (2004) – Frank Carlsen
- Harry Potter og Flammernes Pokal – Alastor 'Skrækøje' Dunder (dansk stemme) (2005)
- Deadline (2005) – Martin
- Krummerne - Så er det jul igen (2006) – Krummefar
- Udenfor kærligheden (2007) – Faren
- Harry Potter og Fønixordenen – Alastor 'Skrækøje' Dunder (dansk stemme) (2007)
- Blå mænd (2008) – Dions far
- Himlen falder (2009) – Kjeld
- Julefrokosten (2009) – Holger

### Tv-serier
- Huset på Christianshavn, afsnit 83 (1977) – Karl Nielsen, Sjakbajs
- Strandvaskeren (1978) – Willy
- Anthonsen, afsnit 2 (1984) – Dan Moucel
- Nissebanden, afsnit 19 (julekalender, 1984) – (stemme) Anders And
- Strenge tider (1994) – Kurt
- Riget I, afsnit 2-3 (1994) – Sikkerhedschef
- Krummernes jul (julekalender, 1996) – Krummefar
- Hjerteflimmer (1998) – Peter
- Rejseholdet, afsnit 10, 21-22 (2001-2002) – Mathis
- Hotellet, afsnit 48 (2002) – Andreas
- Forsvar, afsnit 5 (2003) – Bjørn Iversen
- Krøniken (2004-2007) – Børge From
- Danni (miniserie, 2007) – Erik
- Julestjerner (julekalender, 2012) - Viceværten (1 afsnit)
- Sygeplejersken (miniserie, 2023) – Kenny Herskov

### Tegnefilm
- Evil con Carne (2003) - Hector con Carne
- Magnus og Myggen (1995-1996) - Ulrik Ugle
- Valhalla (1986) - Thor
- Balto (1995) - Steele
- Græs-rødderne (1998) - Tue
- Tarzan (1999) - Kerchak
- Frygtløs - den frygtsomme hund (1999-2002) - Egon Halm
- Anders And – fra 1974 på Nordisk Film og til 2009
- Fantasia 2000 (2000) - Anders And
- Kim Possible (2002-2007) - Dr. Drakken
- Hjælp! Jeg er en fisk (2000) - Hajen
- Vejen til El Dorado(2000) - Cortez
- Ice Age (2002) - Soto
- Find Nemo (2003) - Kugle
- De Frygtløse: The Muuhvie (2004) - Rico
- Pocoyo (2005) - Fortæller
- Modig (2012) - Kongen
- Antz (1998) - Barbatus

## Spil
- The Legend of Spyro: Dawn of the Dragon – Malefor (2008)
- Harry Potter og Flammernes Pokal – Alastor 'Skrækøje' Dunder (dansk stemme) (2005)